# Valentino di Terni
San Valentino di Terni, detto anche san Valentino da Interamna (Terni, ... – Roma, 14 febbraio 273), è stato un vescovo e martire cristiano.
Venerato come santo dalla Chiesa cattolica, da quella ortodossa e successivamente dalla Chiesa anglicana, è considerato patrono degli innamorati e protettore degli epilettici.
La più antica notizia di Valentino di Terni è nel Martyrologium Hieronymianum, un documento ufficiale della Chiesa dei secc. V-VI dove compare il suo nome, la città di sepoltura e il dies natalis, cioè il giorno della morte, il 14 febbraio. Ancora nel secolo VI un altro documento, la Passio Sancti Valentini episcopi et martiri (BHL 8460), ci narra alcuni particolari del martirio: la tortura, la decapitazione notturna e di nascosto, la sepoltura a Terni ad opera dei discepoli Procolo, Efebo e Apollonio, il successivo martirio di costoro e la loro sepoltura sempre in Terni.

La vicenda di Valentino di Terni si è per secoli confusa e accavallata con quella di un altro martire, un prete romano di cui si fa menzione nella spuria "Passione di Mario e Marta" (BHL 5543), ambientata ai tempi di Claudio il Gotico (morto nel 270), sotto il quale è noto non si siano mai verificate persecuzioni anticristiane, e che per di più viene dato come coevo di papa Callisto I, morto però nel 222.

## Agiografia

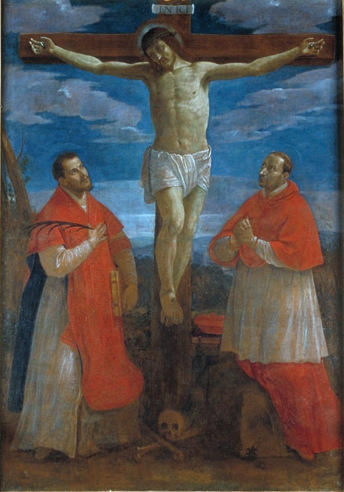
Crocifissione tra i Santi Valentino e Carlo Borromeo (Ercole Sarti).

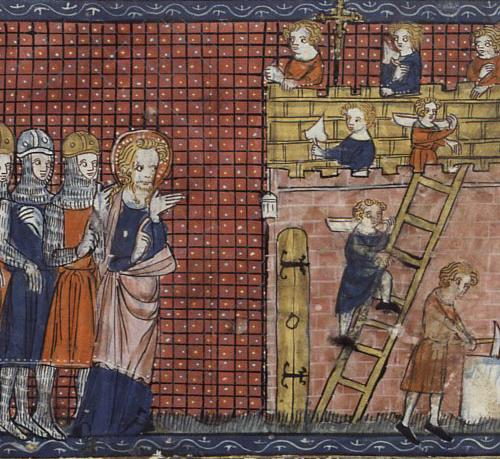
San Valentino e i suoi discepoli, codex Français 185, Fol. 210. Vite di santi, Francia, Parigi, XIV secolo.

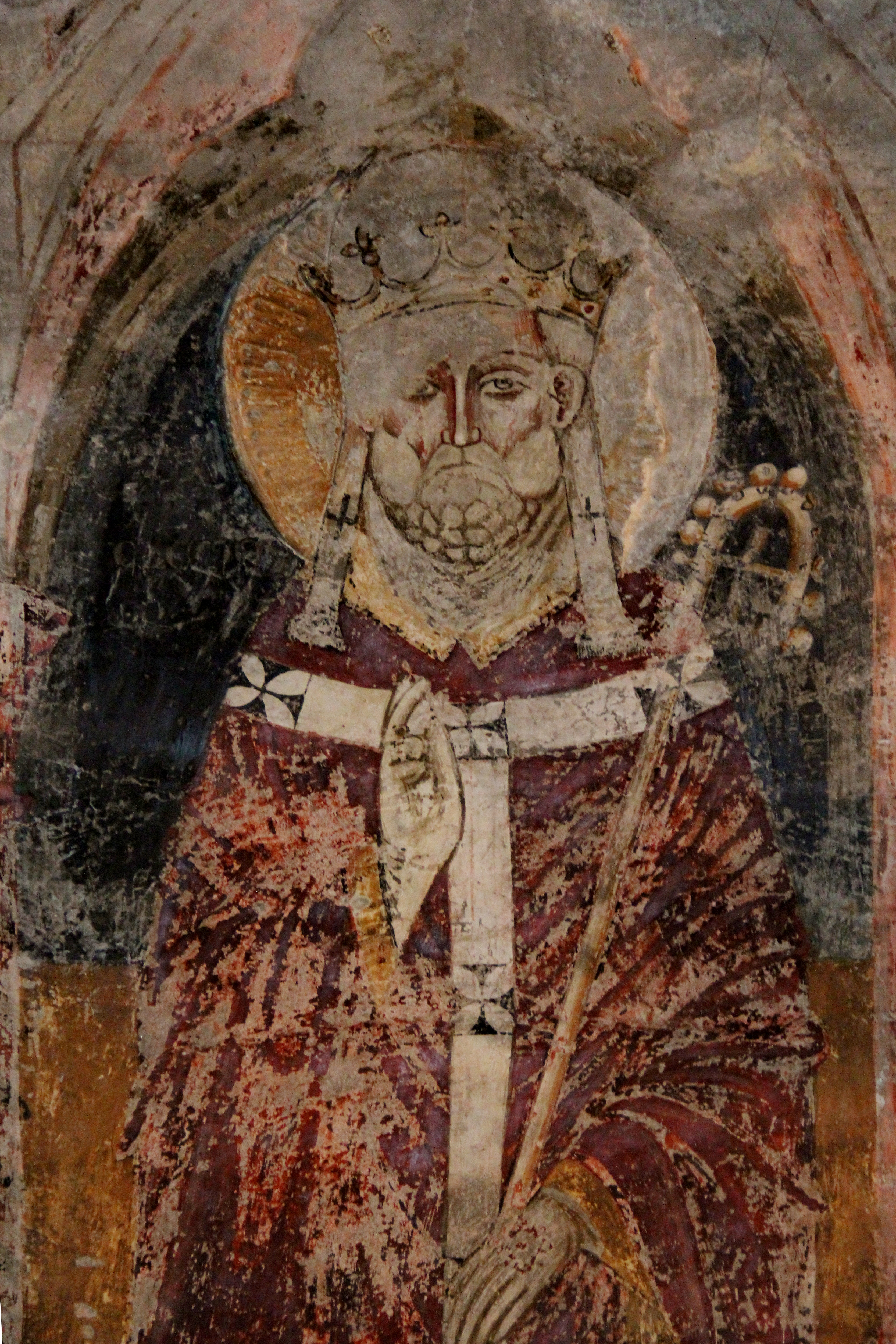
Affresco mutilo altomedievale con San Valentino da Terni (Concattedrale di San Valentino, Bitonto).

Di ben altro spessore la Passio di Valentino di Terni (BHL 8460). L'azione è ambientata a Roma: il grande filosofo greco Cratone, che vi tiene una scuola rinomatissima e seguita da tutti i rampolli dell'aristocrazia senatoria, ha un figlio, Cerimone, afflitto da una gravissima patologia neurologica. Qualcuno gli suggerisce di contattare il vescovo di Terni, Valentino che tempo prima ha curato una persona affetta esattamente da quella rara e terrificante malattia. Cratone manda immediatamente a chiamarlo, e Valentino arriva a Roma. Cratone gli chiede di intervenire a favore del figlio. Valentino gli risponde che lo farà, ma solo se il padre veramente lo vuole. Cratone assevera e offre a Valentino la metà di tutti i suoi beni. Valentino risponde che gli interessa solo la sua conversione al cristianesimo. Cratone, allora, da filosofo e intellettuale, pone a Valentino una serie di dubbi teologici sulla religione cristiana, che il presule gli spiega e alla fine Cratone accetta. Valentino allora si chiude in una stanzetta da solo con Cerimone, e resta tutta la notte in preghiera. La mattina dopo, miracolosamente, la porta si apre e Cerimone corre cantando in braccio ai genitori, lui che prima non muoveva un muscolo, lingua compresa. Cratone e tutti i suoi si convertono ipso facto. E si converte, tra i suoi studenti anche Abbondio, il figlio del prefetto dell'Urbe Furioso Placido. A questo punto il senato decide di intervenire, il prefetto fa arrestare Valentino e di notte e di nascosto lo fa giustiziare e seppellire. Allora tre altri studenti di Cratone, Procolo, Efebo e Apollonio prendono il corpo di Valentino e lo portano a sepoltura a Terni. In questa città il magistrato Lucenzio li fa arrestare e giustiziare. Una pia matrona in seguito mette insieme i corpi di Valentino e dei suoi tre seguaci.
La vicenda (come dimostrato per primo da Edoardo d'Angelo nel 2010) va collocata cronologicamente all'altezza della prefettura urbana di Furio Memmio Ceciliano Placido, negli anni 346-347. Dunque in piena età postcostantiniana. Questo spiega l'agire occulto e segreto dei magistrati romani, ormai impossibilitati a perseguire legalmente i cristiani. Ma la classe dirigente romana resta tutta pagana anche oltre la fine del sec. IV, e faide di questo genere erano all'ordine del giorno.
Rita Lizzi ha poi collocato biograficamente Valentino tra gli esponenti della famiglia senatoria dei Simmachi, con tutta probabilità un Giunio Valentino, consularis Campaniae nel 326.

## Culto

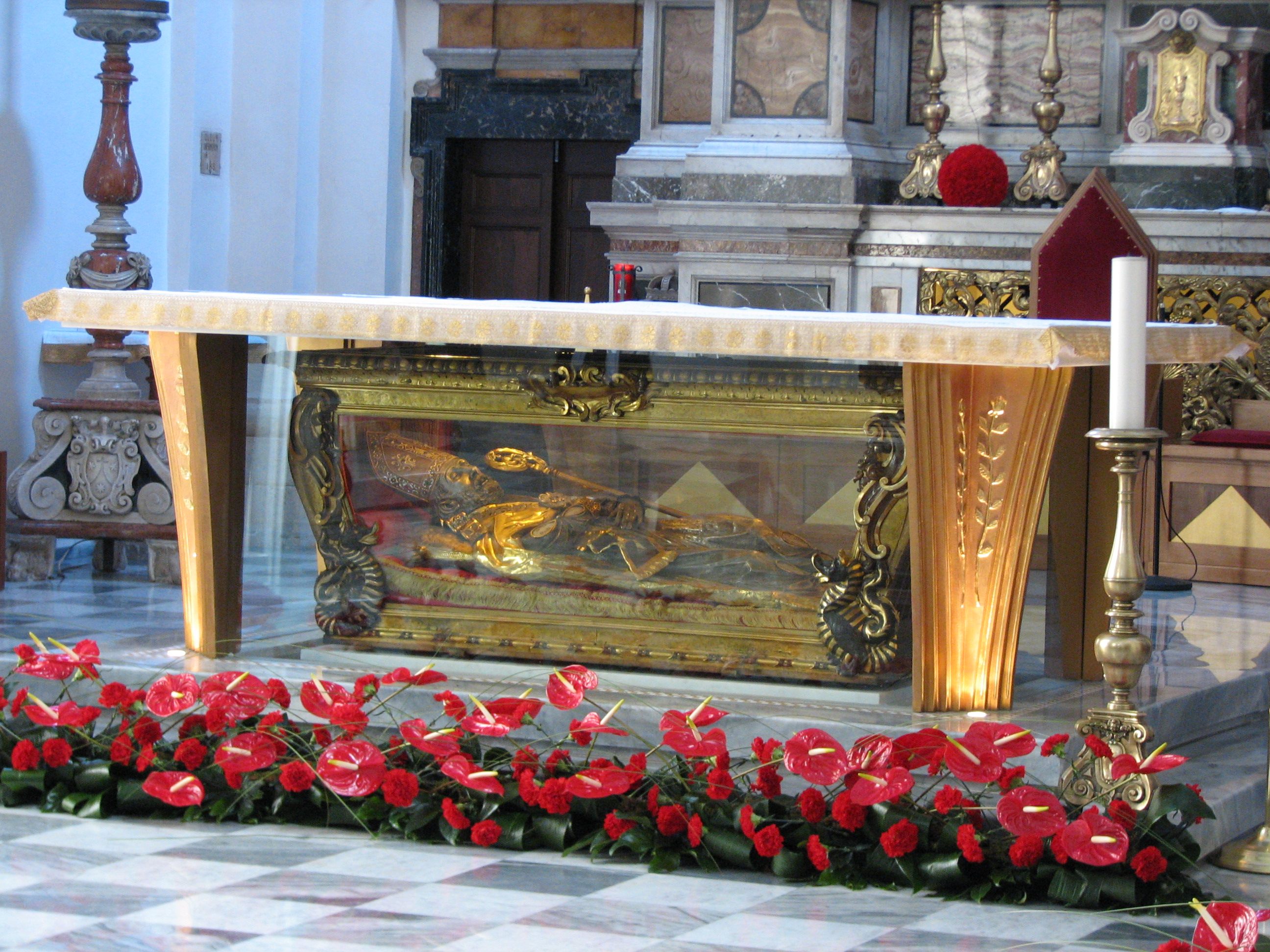
Terni, basilica di San Valentino, altare con il santo

È commemorato il 14 febbraio nel Martirologio Romano, che lo ricorda solo con la qualifica di martire:

### Reliquie

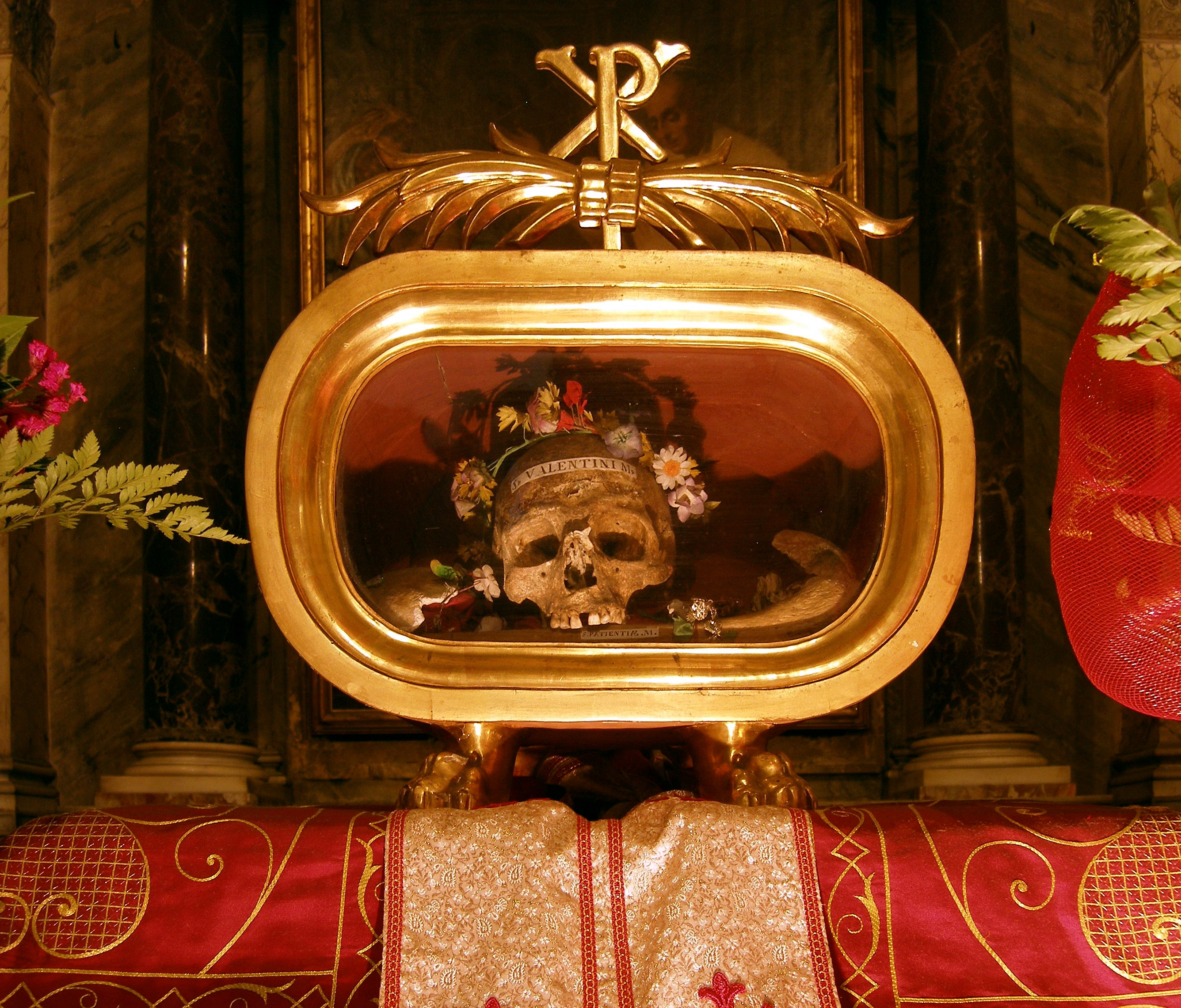
Reliquia di san Valentino nella chiesa di Santa Maria in Cosmedin a Roma.

Le sue spoglie furono sepolte sulla collina di Terni, al LXIII miglio della via Flaminia, nei pressi di una necropoli. 
Sul luogo sorse nel IV secolo una basilica nella quale attualmente sono custoditi, racchiusi in una teca, i resti del santo: pare che essi siano stati portati nella città dai tre discepoli del filosofo Cratone, Apollonio, Efebo e Proculo, convertiti dal futuro santo, e che per questo motivo siano stati martirizzati.
Le suddette sono le reliquie del vescovo di Terni. Dal 1936, grazie all'allora vescovo della Diocesi Sarno-Cava, il mons. Pasquale dell'Isola, la città di San Valentino Torio detiene alcune reliquie del Santo Patrono degli Innamorati. Poi il Martirologio Romano ha conservato la memoria di un altro santo di nome Valentino, presbitero e martire, le cui reliquie sono conservate in diverse località:
- Ala di Trento
- Rovereto[5], presso la chiesa della Madonna di Loreto
- Savona, nella cattedrale di Nostra Signora Assunta si conserva un braccio posto nell'altare della cappella in testata alla navata laterale destra, dove venne traslato nel 1801 dalla chiesa del convento di San Giacomo di Savona.
- Sadali in Sardegna, nella chiesa medievale di San Valentino
- Vico del Gargano nella chiesa madre, dove viene venerato come protettore della città e degli agrumeti
- Pozzoleone (VI), nella chiesa parrocchiale S. Maria e S.Valentino
- Altavilla Vicentina (VI), nella chiesa Sant'Urbano "alla Rocca"
- Monreale in provincia di Palermo, in un reliquiario a muro contenente spoglie di diversi santi martiri nella chiesa di San Castrense
- Abriola, in provincia di Potenza, in cui si racconta che il santo, prima del martirio, fu mandato in esilio
- Fano Adriano, dove, nella chiesa parrocchiale dei Santi Pietro e Paolo, incastonato in una statua, è conservato il femore di San Valentino.

Poi bisogna considerare le reliquie molto diffuse di Valentino di Terni da corpi santi. Qui di seguito un elenco:
- un vasetto con il sangue di Valentino di Terni si troverebbe anche nella teca di vetro contenente il teschio di santa Giustina, con probabilità anch'esso un corpo santo, nella chiesa di San Martino a Torre d'Arese (PV)
- Belvedere Marittimo (CS), presso il convento di San Daniele dei Frati Minori Cappuccini
- Sassocorvaro (PU), presso l'Oratorio della Santissima Trinità dove giunsero nel 1747 dalla catacomba di Calepodio in Roma
- Lurago Marinone (CO), presso la parrocchia di San Giorgio
- Calasca (VB), presso la parrocchia di San Giovanni Battista
- Monselice (PD), presso il Santuario delle Sette Chiesette
- Palmoli (CH), chiesa di Santa Maria delle Grazie
- Roma, presso la chiesa di Santa Maria in Cosmedin (vi è custodito il teschio)
- Bientina (PI), presso la parrocchia di S. Maria Assunta
- Gandino (BG)
- Borgo Pracchiuso di Udine, nella chiesa omonima, dove giunsero nel 1664 dalla catacomba di Ciriaca in Roma
- Cavour (TO), presso la parrocchiale San Lorenzo.
- Sambruson di Dolo (Venezia, diocesi di Padova), presso la chiesa arcipretale.
- Torino, presso la parrocchia di San Vito. Di questo culto ne aveva parlato 20-30 anni fa la rivista cattolica edita dai Paolini, Famiglia Cristiana.
- Ozieri, centro del Logudoro, dove le avrebbe portate, nel 1838, un monaco benedettino nativo del luogo, che le avrebbe poi sepolte nella cinquecentesca chiesa dedicata ai santi Cosma e Damiano sul colle dei Cappuccini[6];
- Dublino (Irlanda), presso la chiesa di Whitefriar, molto vicino al centro della città. Le reliquie si dice siano state donate da papa Gregorio XVI al carmelitano irlandese John Spratt che le portò a Dublino nel 1836[7]. Questo è il corpo santo di nome Valentino più famoso d'Irlanda.
- Altivole (TV) dove nella chiesa arcipretale gli è dedicato un altare con bellissima statua di marmo attribuibile a Giuseppe Bernardi Torretti, maestro di Canova.

## Patronati

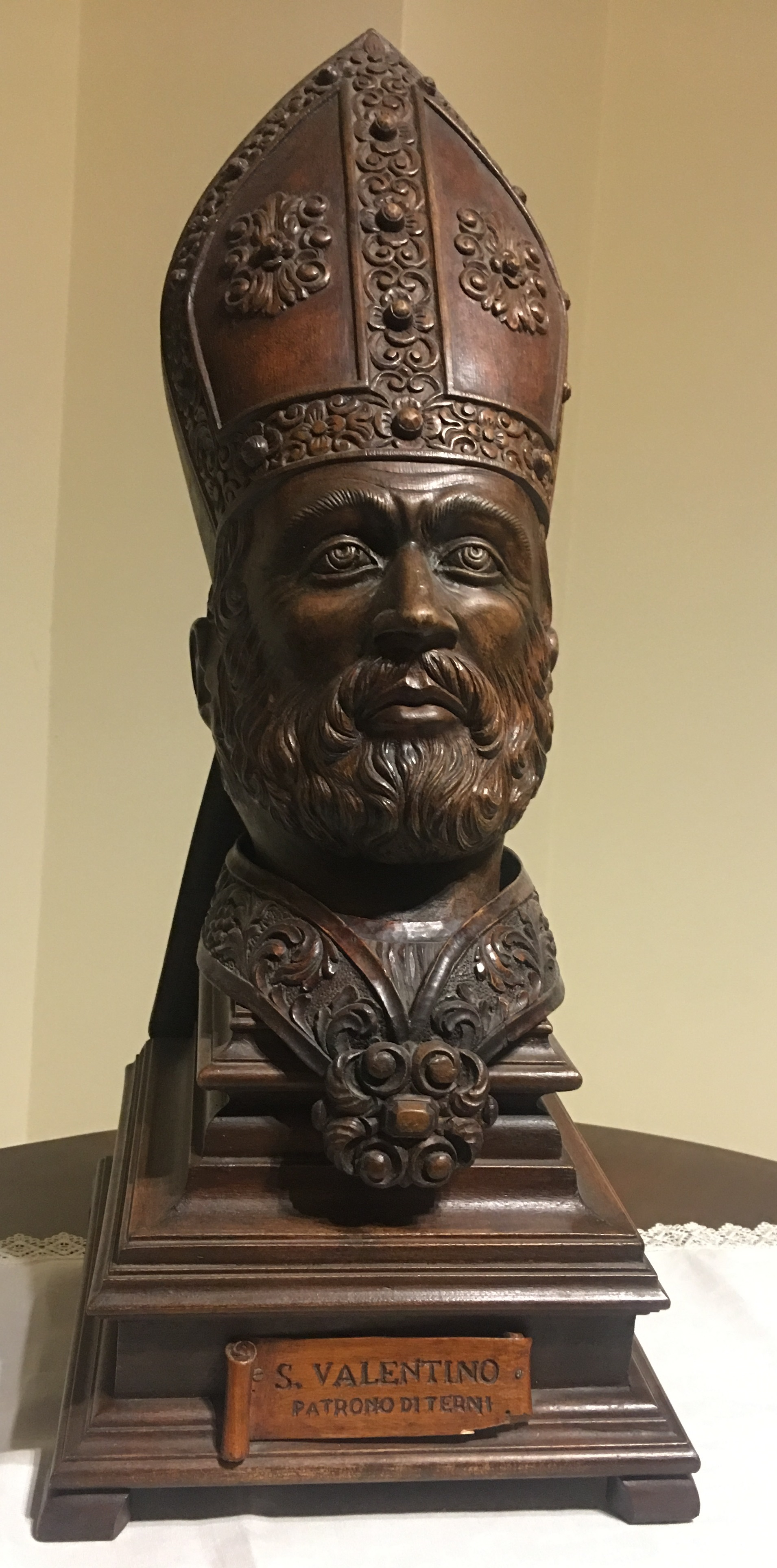
San Valentino vescovo e martire - scultura in legno XX secolo - Chiesa di Sant'Antonio di Padova (Terni).

San Valentino vescovo è patrono dei seguenti centri:
- Terni, Umbria
- Musile di Piave (VE)
- Bussolengo (VR)
- San Valentino Torio (SA)
- Andriano (BZ)
- Bessica (TV) compatrono
- Limana (BL) compatrono

San Valentino presbitero è patrono dei seguenti centri:
- Pozzoleone (VI)
- Cagnò (TN)
- Vico del Gargano, Provincia di Foggia, Puglia
- Abriola, Provincia di Potenza, Basilicata
- Sadali, provincia di Cagliari, Sardegna
- Monastier, Provincia di Treviso
- Bientina, Provincia di Pisa, Toscana
- Cintello di Teglio Veneto (Venezia)
- Fratta di Oderzo (Treviso)
- Ala (TN)
- Gessopalena (CH)
- Breno (BS)
- Vezzano (TN)
- Musile di Piave (VE)
- Trevignano (TV)
- Panchià (TN)
- Palù di Giovo (TN)
- Fano Adriano (TE)
- Penna in Teverina (TR)

## Festa di san Valentino
La festa di san Valentino ricorre annualmente il 14 febbraio, ed oggi è conosciuta e festeggiata in tutto il mondo. È molto probabile che le sue origini affondino nel IV secolo, per sostituire la festa pagana dei Lupercalia, gli antichi riti pagani dedicati al dio della fertilità Luperco: questi riti si celebravano il 15 febbraio e prevedevano festeggiamenti sfrenati ed erano apertamente in contrasto con la morale e l'idea di amore dei cristiani. In particolare il clou della festa si aveva quando le matrone romane si offrivano, spontaneamente e per strada, alle frustate di un gruppo di giovani spogli, devoti al selvatico Fauno Luperco. Anche le donne in dolce attesa si sottoponevano volentieri al rituale, convinte che avrebbe fatto bene alla nascita del pargolo. Per "battezzare" la festa dell'amore, il Papa Gelasio I nel 496 d.C. decise di spostarla al giorno precedente - dedicato a San Valentino - facendolo diventare in un certo modo il protettore degli innamorati. Tale tradizione fu poi diffusa dai benedettini, primi custodi della basilica dedicata al santo in Terni, attraverso i loro monasteri prima in Italia e quindi in Francia ed in Inghilterra. Molte tradizioni legate al santo sono riscontrabili nei paesi in cui egli è venerato come patrono.
La figura di Valentino come santo patrono degli innamorati viene tuttavia oggi messa in discussione: assai più congruente, data la sua vicenda biografica e tanatografica, sarebbe quella di protettore degli studenti e/o degli intellettuali (docenti).

### Feste in Italia
La città del santo, Terni, invoca Valentino di Terni come principale patrono, numerosi eventi e celebrazioni sono organizzati nel corso del mese di febbraio, il più noto è probabilmente la festa della promessa, la domenica precedente il 14 febbraio, in cui centinaia di giovani vengono a Terni in vista del loro matrimonio nei mesi seguenti.
Tuttavia, Valentino di Terni è celebrato anche in altri comuni italiani.
Il paesino di Panchià (TN) lo festeggia come patrono della parrocchia. A Pozzoleone in provincia di Vicenza, la domenica precedente e successiva al 14 febbraio si svolge la cinquecentenaria fiera di S.Valentino, una delle fiere storiche più antiche del Veneto.
In provincia di Verona il paese di Bussolengo lo invoca come santo patrono. Qui si svolge, ormai da più di cinquecento anni, la Fiera di San Valentino nella settimana a cavallo del 14 febbraio, ed è la festa principale e caratterizzante di Bussolengo, inizialmente del bestiame, poi diventata gradualmente esposizione di numerose macchine agricole e ora anche di automobili. La festa si protrae per più di un mese grazie alla presenza, consolidata nei decenni, di un esteso Luna Park, con stand enogastronomici e altre attività che si sono aggiunte negli anni, come l'organizzazione in tensostrutture di spettacoli ed una porzione di fiera commerciale al coperto. Patrono del paese di Sadali (CA), considerato protettore dei matrimoni, san Valentino, la cui chiesa fu forse edificata da monaci bizantini, viene qui ricordato non solo a febbraio, ma anche a maggio e ad ottobre, periodo in cui si hanno i festeggiamenti più importanti della durata di tre giorni. Il santo è anche patrono del paese lucano di Abriola (PZ) e di Vico del Gargano in provincia di Foggia.
In provincia di Brescia il paese di Breno lo invoca come patrono ed è festeggiato a Cossirano, la frazione di Trenzano. È festeggiato inoltre a Quero in Provincia di Belluno: in un pendio annesso all'oratorio, dopo la messa, vengono fatte rotolare delle arance che i fedeli cercano di raccogliere prima che finiscano nel canale sottostante. Si onora come patrono anche nella cittadina che dal santo trae il proprio nome San Valentino Torio (SA) e durante i festeggiamenti c'è la sagra della purpetta 'e pastenaca (polpetta di carote). In provincia di Teramo il paese di Fano Adriano lo invoca come patrono, e dove fino agli anni '90 veniva festeggiato la prima settimana di settembre.
È anche il patrono del paesino "Chiasiellis di Mortegliano" in provincia di Udine, è raffigurato da una statua di un prete molto giovane, e si festeggia la prima domenica dopo il 14 febbraio. Festeggiato a Zoppola (Pordenone) con consegna di una candela da accendere durante i temporali che scongiura grandine e tempeste. Inoltre è patrono anche della città di Limana, un paese in provincia di Belluno dove ogni anno si festeggia con una festa in piazza. È il patrono anche di Quinto di Treviso (TV) che lo festeggia con una festa in piazza che dura una settimana. I festeggiamenti sono dedicati ai bambini, con giostre, frittelle e tanti giochi. La festa si conclude il sabato o la domenica successivi al 14 febbraio con una sfilata di carri mascherati.
Patrono della parrocchia di Ponte della Muda a Cordignano (TV) dove è presente la chiesetta a lui dedicata, in passato meta di fedeli che chiedevano guarigione dal "mal caduto" (epilessia). Oggi in occasione della festa patronale viene offerta la rosa degli innamorati e organizzato il corteo di carri mascherati dai promotori della sagra.